# Општина Турдаш (Хунедоара)
Турдаш (рум. Turdaş) општина је у Румунији у округу Хунедоара.
Oпштина се налази на надморској висини од 194 m.